# Tầng Calabria
| Hệ/ Kỷ | Thống/ Thế | Bậc/ Kỳ             | Tuổi (Ka) | Tuổi (Ka) |
| --- | ---------- | ------------------- | --------- | --------- |
| Đệ Tứ | Holocen    | Meghalaya           | 0         | 4,250     |
| Đệ Tứ | Holocen    | Northgrip           | 4,250     | 8,236     |
| Đệ Tứ | Holocen    | Greenland           | 8,236     | 11,70     |
| Đệ Tứ | Pleistocen | 'Trên'/Muộn         | 11,70     | 129,0     |
| Đệ Tứ | Pleistocen | Chibania hay 'Giữa' | 129,0     | 774,0     |
| Đệ Tứ | Pleistocen | Calabria            | 774       | 1.806     |
| Đệ Tứ | Pleistocen | Gelasia             | 1.806     | 2.588     |
| Tân Cận | Pliocen    | Piacenza            | 2.588     | 3.600     |
| Ghi chú và tham khảoSubdivision of the Quaternary Period according to the ICS, as of May 2019. For the Holocene, dates are relative to the year 2000 (e.g. Greenlandian began 11,700 years before 2000). For the beginning of the Northgrippian a date of 8,236 years before 2000 has been set. The Meghalayan has been set to begin 4,250 years before 2000. 'Tarantian' is an informal, unofficial name proposed for a stage/age to replace the equally informal, unofficial 'Upper Pleistocene' subseries/subepoch. In Europe and North America, the Holocene is subdivided into Preboreal, Boreal, Atlantic, Subboreal, and Subatlantic stages of the Blytt–Sernander time scale. There are many regional subdivisions for the Upper or Late Pleistocene; usually these represent locally recognized cold (glacial) and warm (interglacial) periods. The last glacial period ends with the cold Younger Dryas substage. |            |                     |           |           |

Tầng Calabria là một bậc địa tầng trong thế Pleistocen của kỷ Đệ tứ đang diễn ra. Trong thang thời gian địa chất kỳ Calabria được xác định là từ cỡ 1,8 Ma đến 781 ± 5 Ka BP (Ma/Ka BP: Mega/Kilo annum before present, triệu/ngàn năm trước), có khoảng thời gian dài ~ 1,019 Ma.
Kết thúc kỳ Calabria được xác định bởi sự kiện đảo ngược Brunhes-Matuyama, là vụ đảo ngược cực từ trường Trái Đất lần cuối cùng, 781 ± 5 Ka BP , và bước vào kỷ băng hà và quá trình khô toàn cầu có thể lạnh hơn và khô hơn so với Miocen muộn (tầng Messina) đến giai đoạn lạnh Pliocen sớm (tầng Zancle).
Ban đầu Calabria là một giai đoạn động vật châu Âu chủ yếu dựa trên hóa thạch nhuyễn thể. Nó đã trở thành kỳ địa chất thứ hai trong Pleistocen sớm. Nhiều tổ hợp động vật có vú của Pleistocen sớm bắt đầu từ kỳ Gelasia. Ví dụ thú mỏ vịt và các loài động vật Blancan khác (Bắc Mỹ) xuất hiện đầu tiên ở kỳ Gelasia.